# Edward Lhuyd
Edward Lhuyd (* 1660 – 30. června 1709) byl velšský přírodovědec, botanik, zeměpisec, lingvista a antikvář. V letech 1690-1709 byl ředitelem prestižního Ashmolean Museum, v této funkci přitom nahradil předchůdce Roberta Plota. Lhuyd měl velmi široké spektrum zájmů a dnes je obecně považován za jednoho z největších přírodovědců v dějinách Anglie.
Lhuyd je také považován za prvního člověka, který fakticky, i když z dnešního pohledu neplatně, popsal (aniž to vůbec věděl) dinosauří fosílii: v roce 1699 udělil zubu sauropodního dinosaura cetiosaura název Rutellum implicatum (Delair a Sarjeant, 2002). Velmi pozoruhodně sepsal na základě osobních návštěv a výzkumu r. 1707 dílo Archaeologia Britannica, ve kterém jako první porovnává gramatiku všech šesti keltských jazyků. Do tohoto díla sebral i fonetické záznamy jednotlivých jazyků, čímž pomohl zachránit a zrekonstruovat fonetiku živé kornštiny před tím, než byla angličtinou zcela pozměněna. Krom toho zde zachoval i cenné literární památky, které by jinak byly úplně ztraceny.